# 格尔德·萨博罗夫斯基
格尔德·萨博罗夫斯基（德語：Gerd Saborowski，1943年9月3日—）是一名已退役的德国足球运动员。他曾代表不伦瑞克征战德甲联赛五个赛季。  

## 荣誉
- 德甲冠军： 1966-67